# معامل انبعاث إشعاعي
في القياس الإشعاعي، معامل الانبعاث الإشعاعي أو معامل الإصدار الإشعاعي أو الابتعاث الإشعاعي أو الإصدارية الإشعاعية هو التدفق الإشعاعي المنبعث من سطح في وحدة مساحة. الوحدة الدولية لمعامل الانبعاث الإشعاعي هي واط لكل متر مربع ( W/m2 ). تستخدم وحدة إرغ لكل سنتيمتر مربع في الثانية ( erg·cm−2·s−1 ) غالبًا في علم الفلك. غالبًا ما يُطلق على معامل الانبعاث الإشعاعي "الشدة" في فروع الفيزياء بخلاف القياس الإشعاعي، ولكن في القياس الإشعاعي يؤدي هذا الاستخدام إلى الخلط مع الشدة الإشعاعية .

## التعاريف الرياضية

### الابتعاث الإشعاعي
يشار إلى الابتعاث الإشعاعي لسطح ما بـ Me ("e" لـ "energetic" التي تعني "طاقوي"، لتجنب الخلط مع كميات القياس الضوئي)، ويُعرّف على أنه 
{\displaystyle M_{\mathrm {e} }={\frac {\partial \Phi _{\mathrm {e} }}{\partial A}}}
حيث
- ∂ هو رمز المشتق الجزئي ؛
- Φe هو التدفق الإشعاعي المنبعث ؛
- A هي المساحة.

إذا أردنا التحدث عن التدفق الإشعاعي الذي يستقبله السطح، فإننا نتحدث عن كثافة التدفق الإشعاعي.
وفقًا لقانون ستيفان-بولتزمان، يساوي الابتعاث الإشعاعي لسطح أسود:
{\displaystyle M_{\mathrm {e} }^{\circ }=\sigma T^{4}}
حيث
- σ هو ثابت ستيفان-بولتزمان .
- T هي درجة حرارة ذلك السطح ،

لذلك بالنسبة لسطح حقيقي، فإن الابتعاث الإشعاعي يساوي:
{\displaystyle M_{\mathrm {e} }=\varepsilon M_{\mathrm {e} }^{\circ }=\varepsilon \sigma T^{4},}
حيث ε هي انبعاثية ذلك السطح.